# Selektywna rizotomia korzeni grzbietowych
Selektywna rizotomia korzeni grzbietowych (ang. selective dorsal rhizotomy - SDR) – zabieg chirurgiczny polegający na częściowym przecięciu grzbietowych korzeni nerwowych stosowany w leczeniu spastyczności.

## Podstawy fizjologiczne
U chorych ze spastycznością zwyczajne bodźce czuciowe docierające z kończyn dolnych do rdzenia kręgowego drogą korzeni grzbietowych wywołują nadmierny, odruchowy skurcz licznych mięśni. Przecięcie części włókien w korzeniach grzbietowych zmniejsza ilości impulsów czuciowych docierających do rdzenia, redukując ilość generowanych automatycznie impulsów ruchowych biegnących do mięśni. Dzięki temu mięśnie bardziej są pobudzane przez impulsy generowane na polecenie mózgu, a mniej odruchowo.

## Wskazania
Podstawowym wskazaniem do operacji jest obecność znacznej spastyczności kończyn dolnych u pacjenta z rozpoznanym mózgowym porażeniem dziecięcym, nie zmniejszającej się przy użyciu metod nieinwazyjnych.
Zastosowanie w innych schorzeniach jest możliwe, ale mniej poznane.

## Przebieg operacji
Worek oponowy jest odsłaniany metodą laminotomii lub laminektomii. Po otwarciu worka oponowego identyfikowane są korzenie grzbietowe odpowiadające poziomom od L1 do S1.  Każdy z nich jest rozpreparowywany na nici korzeniowe. Przy pomocy zapisu EMG oceniana jest odpowiedź mięśni na stymulację elektryczną poszczególnych nici korzeniowych. Przecinane jest około 60-75% włókien każdego z korzeni grzbietowych L1 do S1 dających najbardziej nieprawidłową odpowiedź w zapisach EMG. 

## Spodziewane efekty
Radykalne zmniejszenie spastyczności kończyn dolnych widoczne jest bezpośrednio po operacji, natomiast stopień poprawy możliwości ruchowych poszczególnych pacjentów jest różny i zależy od stanu wyjściowego . U pacjentów potrafiących chodzić przed operacją obserwuje się poprawę szybkości i jakości chodu, u niektórych dzieci umożliwiającą chodzenie bez pomocy innych osób i sprzętów. Redukcja spastyczności zmniejsza również trudności ze zmianą pozycji (siadanie / wstawanie), często wpływając korzystnie na postawę, równowagę i rozwój psychofizyczny dzieci.
Zaletą tej operacji jest trwałość jej efektu.  Inne opcje terapeutyczne, takie jak iniekcje toksyny botulinowej czy intratekalne podawanie baklofenu wiążą się z koniecznością powtarzania dawek leku. 

## Możliwe powikłania
Jak po każdej operacji w obrębie worka oponowego może wystąpić wyciek płynu mózgowo-rdzeniowego oraz infekcja w miejscu operacji lub zapalenie opon mózgowo-rdzeniowych.
Specyficzne dla rizotomii powikłania występują bardzo rzadko, obejmują nadmierne zaburzenia czucia w kończynach dolnych oraz zaburzenia funkcji pęcherza moczowego i funkcji seksualnych .